# Кешиерс (Північна Кароліна)
Кешиерс (англ. Cashiers) — переписна місцевість (CDP) в США, в окрузі Джексон штату Північна Кароліна. Населення — 657 осіб (2020).

## Географія
Кешиерс розташований за координатами 35°6′42″ пн. ш. 83°5′51″ зх. д. / 35.11167° пн. ш. 83.09750° зх. д. (35.111580, -83.097497).  За даними Бюро перепису населення США в 2010 році переписна місцевість мала площу 2,76 км², уся площа — суходіл.

## Демографія
Згідно з переписом 2010 року, у переписній місцевості мешкало 157 осіб у 77 домогосподарствах у складі 41 родини. Густота населення становила 57 осіб/км².  Було 186 помешкань (67/км²).
Расовий склад населення:
| - 87,3 % — білих - 5,7 % — чорних або афроамериканців - 0,6 % — азіатів - 5,7 % — осіб інших рас |

До двох чи більше рас належало 0,6 %. Частка іспаномовних становила 7,6 % від усіх жителів.
За віковим діапазоном населення розподілялося таким чином: 14,6 % — особи молодші 18 років, 63,7 % — особи у віці 18—64 років, 21,7 % — особи у віці 65 років та старші. Медіана віку мешканця становила 51,6 року. На 100 осіб жіночої статі у переписній місцевості припадало 93,8 чоловіків;  на 100 жінок у віці від 18 років та старших — 100,0 чоловіків також старших 18 років.
Цивільне працевлаштоване населення становило 19 осіб. Основні галузі зайнятості: мистецтво, розваги та відпочинок — 57,9 %, фінанси, страхування та нерухомість — 42,1 %.